# Platystomini
Platystomini es una tribu de coleópteros polífagos de la familia Anthribidae. Contiene los siguientes géneros:

## Géneros
- Alloplius Jordan, 1928
- Arecopais Broun, 1893
- BrachyIaenus Jordan, 1902
- Caenophloeobius Morimoto, 1979
- Doeothena Pascoe, 1862
- Entaphioides Fairmaire, 1896
- Epitaphius Fairmaire, 1898
- Euciodes Pascoe, 1866
- Euphloeobius Jordan, 1904
- Exillis Pascoe, 1860
- Gulamentus Jordan, 1895
- Lawsonia Sharp, 1873
- Litotropis Fairmaire, 1880
- Mentanus Fairmaire, 1902
- Mylascopus Fairmaire, 1901
- Parablops Schoenherr, 1839
- Paraphloeobius Jordan, 1912
- Parexillis Jordan, 1904
- Penestica Pascoe, 1859
- Phloeobiopsis Kolbe, 1895
- Phloeobius Schoenherr, 1823
- Phloeomimus Jordan, 1906
- Phoenicobiella Cockerell, 1906
- Pioenidia Morimoto, 1972
- Platystomos Schneider, 1791
- Toxonotus Lacordaire, 1866
- Tropidobasis Jordan, 1923